# Best of the 'B' Sides
Best of the 'B' Sides ist ein Kompilationsalbum von Single-B-Seiten der britischen Heavy-Metal-Band Iron Maiden, das am 4. November 2002 als Teil des Eddie's Archive Box-Sets veröffentlicht wurde.
Für diese Edition wurden alle Titel neu gemastert und das Set um einen laufenden Kommentar von Iron Maidens Co-Manager Rod Smallwood ergänzt.
Die Kompilation deckt nahezu alle Singles der Band, beginnend von ihrer ersten Running Free von 1980 bis Out of the Silent Planet von 2000, ab. Einige ursprüngliche B-Seiten flossen jedoch nicht in die Sammlung ein wie: Total Eclipse auf Run to the Hills (1982), obwohl er ab 1998 dem Album The Number of the Beast hinzugefügt wurde, Mission From Arry auf 2 Minutes to Midnight (1984), Bayswater Ain't a Bad Place to Be auf Be Quick or Be Dead (1992), und I Live My Way auf Man on the Edge (1995). Außerdem sind die Coverversionen von Thin Lizzys Massacre von Can I Play with Madness (1988) und eine Reihe von Live-B-Seiten nicht enthalten.
Neben der Doppel-CD ist die Kompilation 2013 auch auf 4 LPs, bzw. Picture-LPs erschienen.
Auf der Website Iron Maidens wurde das Album beschrieben als: „[…] eine Sammlung, die nicht nur viel über die Band als Individuen und den ihr innewohnenden Charakteren verrät, sondern auch einen echten Einblick gibt, wer und woher ihre Einflüsse kamen. ([…] a collection that not only reveals much about the band as individuals and the inherent character of the band, but also provides a real insight into who and where their influences came from.)“

## Titelliste
| Nr. | Titel                                                                           | Autor                                     | Original-Single                                                        | Laufzeit |
| --- | ------------------------------------------------------------------------------- | ----------------------------------------- | ---------------------------------------------------------------------- | -------- |
| 1   | Burning Ambition                                                                | Steve Harris                              | Running Free (1980)                                                    | 2:42     |
| 2   | Drifter (Live in London 1980)                                                   | Steve Harris                              | Sanctuary (1980), aus dem Studioalbum Killers (1981)                   | 6:03     |
| 3   | Invasion                                                                        | Steve Harris                              | Women in Uniform (1980)                                                | 2:39     |
| 4   | Remember Tomorrow (Live in Padua 1981)                                          | Steve Harris, Paul Di'Anno                | The Number of the Beast (1982), aus dem Studioalbum Iron Maiden (1980) | 5:28     |
| 5   | I've Got the Fire (Montrose-Coverversion)                                       | Ronnie Montrose                           | Flight of Icarus (1983)                                                | 2:39     |
| 6   | Cross-Eyed Mary (Jethro-Tull-Coverversion)                                      | Ian Anderson                              | The Trooper (1983)                                                     | 3:56     |
| 7   | Rainbow's Gold (Beckett-Coverversion)                                           | Terry Slesser, Kenny Mountain             | 2 Minutes to Midnight (1984)                                           | 4:59     |
| 8   | King of Twilight (Nektar-Coverversion, mit Ausschnitten aus Crying in the Dark) | Nektar                                    | Aces High (1984)                                                       | 4:53     |
| 9   | Reach Out                                                                       | Dave Colwell                              | Wasted Years (1986)                                                    | 3:33     |
| 10  | That Girl (FM-Coverversion)                                                     | Andy Barnett, Merv Goldsworthy, Pete Jupp | Stranger in a Strange Land (1986)                                      | 5:05     |
| 11  | Juanita (Marshall Fury-Coverversion)                                            | Steve Barnacle, Derek O’Neil              | Stranger in a Strange Land (1986)                                      | 3:47     |
| 12  | Sheriff of Huddersfield                                                         | Iron Maiden                               | Wasted Years (1986)                                                    | 3:35     |
| 13  | Black Bart Blues                                                                | Steve Harris, Bruce Dickinson             | Can I Play With Madness (1988)                                         | 6:41     |
| 14  | Prowler (1988 Version)                                                          | Steve Harris                              | The Evil That Men Do (1988), aus dem Studioalbum Iron Maiden (1980)    | 4:09     |
| 15  | Charlotte the Harlot (1988 Version)                                             | Dave Murray                               | The Evil That Men Do (1988), aus dem Studioalbum Iron Maiden (1980)    | 4:13     |

| Nr. | Titel                                                                        | Autor                                    | Original-Single                                                 | Laufzeit |
| --- | ---------------------------------------------------------------------------- | ---------------------------------------- | --------------------------------------------------------------- | -------- |
| 1   | All in Your Mind (Stray-Coverversion)                                        | Del Bromham                              | Holy Smoke (1990)                                               | 4:31     |
| 2   | Kill Me Ce Soir (Golden-Earring-Coverversion)                                | George Kooymans, Barry Hay, John Fenton  | Holy Smoke (1990)                                               | 6:17     |
| 3   | I'm a Mover (Free-Coverversion)                                              | Andy Fraser, Paul Rodgers                | Bring Your Daughter. to the Slaughter (1990)                    | 3:29     |
| 4   | Communication Breakdown (Led-Zeppelin-Coverversion)                          | John Bonham, John Paul Jones, Jimmy Page | Bring Your Daughter. to the Slaughter (1990)                    | 2:42     |
| 5   | Nodding Donkey Blues                                                         | Iron Maiden                              | Be Quick or Be Dead (1992)                                      | 3:17     |
| 6   | Space Station No. 5 (Montrose-Coverversion)                                  | Ronnie Montrose, Sammy Hagar             | Be Quick or Be Dead (1992)                                      | 3:47     |
| 7   | I Can't See My Feelings (Budgie-Coverversion)                                | Tony Bourge, Burke Shelley               | From Here to Eternity (1992)                                    | 3:50     |
| 8   | Roll Over Vic Vella (Roll-Over-Beethoven-Coverversion mit abweichendem Text) | Chuck Berry                              | From Here to Eternity (1992)                                    | 4:48     |
| 9   | Justice of the Peace                                                         | Dave Murray, Steve Harris                | Man on the Edge (1995)                                          | 3:33     |
| 10  | Judgement Day                                                                | Blaze Bayley, Janick Gers                | Man on the Edge (1995)                                          | 4:04     |
| 11  | My Generation (The-Who-Coverversion)                                         | Pete Townshend                           | Lord of the Flies (1996)                                        | 3:37     |
| 12  | Doctor Doctor (UFO-Coverversion)                                             | Michael Schenker, Phil Mogg              | Lord of the Flies (1996)                                        | 4:50     |
| 13  | Blood on the World's Hands (Live in Göteborg, Schweden 1995)                 | Steve Harris                             | The Angel and the Gambler (1998) (1995 The X Factor (1995))     | 6:07     |
| 14  | The Aftermath (Live in Göteborg, Schweden 1995)                              | Steve Harris, Blaze Bayley, Janick Gers  | The Angel and the Gambler (1998) (1995 The X Factor (1995))     | 6:45     |
| 15  | Futureal (Live in Helsinki, Finnland 1999)                                   | Steve Harris, Blaze Bayley               | The Wicker Man (2000) (1998 Virtual XI (1998))                  | 3:01     |
| 16  | Wasted Years (Live in Mailand, Italien 1999)                                 | Adrian Smith                             | Out of the Silent Planet (2000) (1986 Somewhere in Time (1986)) | 5:00     |